# Buergeriella notabilis
Buergeriella notabilis är en djurart som tillhör fylumet slemmaskar, och som beskrevs av Brinkmann 1917. Buergeriella notabilis ingår i släktet Buergeriella och familjen Buergeriellidae. Inga underarter finns listade i Catalogue of Life.